# Sedum divergens
Sedum divergens es una pequeña planta suculenta de la familia de las crasuláceas nativa de la zona alpina y sub-alpina del noroeste de América del Norte.
Sus pequeñas y redondas hojas son comestibles crudas o cocidas, poseen una textura crocante y eran valoradas como fuente de alimento por algunas tribus indígenas de América del Norte, quienes las consumían crudas. El consumo excesivo causa dolores de estómago.

## Descripción
Es una planta perenne que crece como una alfombra a nivel del suelo sin superar los 12 cm de altura. Sus hojas son translúcidas y carnosas, de forma ovalada y de unos 4-8 mm de ancho. Las hojas nacen directamente del tallo principal en toda su extensión, dejándolo oculto. El color de las hojas varía desde un verde claro a un rojo oscuro dependiendo de la cantidad de luz y agua recibida.

## Floración
En verano la planta florece dando a conocer racimos con flores de 1-5 cm a lo largo de tallos de 5-12 cm de largo. Sus flores son amarillas y poseen una forma de estrella, con 5 pétalos con forma de fanza con los bordes redondeados.